# Supposed Former Infatuation Junkie
Supposed Former Infatuation Junkie – drugi studyjny album kanadyjskiej wokalistki Alanis Morissette.
Wydawnictwo ukazało się 2 listopada 1998 roku. Album zadebiutował na 1. miejscu Billboardu. Podczas nagrań Morissette współpracowała m.in. z Glenem Ballardem.
Tytuł albumu ("domniemany były zadurzenioholik") oznacza osobę, która rzekomo była kiedyś uzależniona od zakochiwania się.

## Lista utworów
1. Front Row – 4:13
2. Baba – 4:29
3. Thank U – 4:18
4. Are You Still Mad – 4:04
5. Sympathetic Character – 5:13
6. That I Would Be Good – 4:16
7. The Couch – 5:24
8. Can't Not – 4:35
9. UR – 3:31
10. I Was Hoping – 3:51
11. One – 4:40
12. Would Not Come – 4:05
13. Unsent – 4:10
14. So Pure – 2:50
15. Joining You – 4:24
16. Heart Of The House – 3:46
17. Your Congratulations – 3:54

## Notowania i certyfikaty
| Lista przebojów (1998-99)              | Najwyższa pozycja |
| -------------------------------------- | ----------------- |
| Australia (ARIA Charts)                | 2                 |
| Austria (Ö3 Austria Top 40)            | 3                 |
| Belgia (Ultratop 200 Albums, Flandria) | 5                 |
| Belgia (Ultratop 200 Albums, Walonia)  | 15                |
| Finlandia (Suomen virallinen lista)    | 4                 |
| Francja (SNEP)                         | 5                 |
| Holandia (MegaCharts)                  | 2                 |
| Kanada (Billboard Canadian Albums)     | 1                 |
| Niemcy (GfK Entertainment)             | 1                 |
| Norwegia (VG-Lista)                    | 1                 |
| Nowa Zelandia (Recorded Music NZ)      | 1                 |
| Szwajcaria (Alben Top 100)             | 1                 |
| Szwecja (Sverigetopplistan)            | 2                 |
| USA (Billboard 200)                    | 1                 |
| Wielka Brytania (UK Albums Chart)      | 3                 |

| Kraj                          | Certyfikat         | Sprzedaż   |
| ----------------------------- | ------------------ | ---------- |
| Argentyna (CAPIF)             | złota płyta        | 30,000+    |
| Australia (ARIA)              | 2x platynowa płyta | 140,000+   |
| Austria (IFPI Austria)        | platynowa płyta    | 20,000+    |
| Belgia (BEA)                  | złota płyta        | 25,000+    |
| Brazylia (ABPD)               | złota płyta        | 100,000+   |
| Chile (IFPI Chile)            | złota płyta        | 10,000+    |
| Czechy (IFPI Czech Republic)  | złota płyta        | 6,000+     |
| Dania (IFPI Denmark)          | platynowa płyta    | 50,000+    |
| Finlandia (Musiikkituottajat) | złota płyta        | 20,000+    |
| Francja (SNEP)                | 2x platynowa płyta | 600,000+   |
| Indonezja (RIAI)              | złota płyta        | 10,000+    |
| Irlandia (IRMA)               | 3x platynowa płyta | 45,000+    |
| Hiszpania (PROMUSICAE)        | platynowa płyta    | 100,000+   |
| Hong Kong (IFPI Hong Kong)    | platynowa płyta    | 30,000+    |
| Holandia (NVPI)               | platynowa płyta    | 100,000+   |
| Japonia (RIAJ)                | platynowa płyta    | 200,000+   |
| Kanada (ABPD)                 | 4x platynowa płyta | 400,000+   |
| Meksyk (AMPROFON)             | złota płyta        | 100,000+   |
| Norwegia (IFPI Norway)        | platynowa płyta    | 50,000+    |
| Nowa Zelandia (RMNZ)          | 2x platynowa płyta | 30,000+    |
| Portugalia (AFP)              | platynowa płyta    | 20,000+    |
| Singapur (RIAS)               | 2x platynowa płyta | 20,000+    |
| Stany Zjednoczone (RIAA)      | 3x platynowa płyta | 3,000,000+ |
| Szwecja (GLF)                 | platynowa płyta    | 80,000+    |
| Szwajcaria (IFPI Switzerland) | platynowa płyta    | 50,000+    |
| Wielka Brytania (BPI)         | platynowa płyta    | 300,000+   |
| Włochy (FIMI)                 | 2x platynowa płyta | 200,000+   |